# Gianni Munari
Gianni Munari (ur. 24 czerwca 1983 w Sassuolo) – włoski piłkarz, występujący na pozycji środkowego pomocnika. Zawodnik Hellasu Verona, do którego jest wypożyczony z Parmy.

## Kariera
Munari swoją karierę rozpoczął w klubie Sassuolo. W ciągu dwóch lat rozegrał dla niego 49 spotkań i strzelił 2 bramki. Przed rozpoczęciem sezonu 2003–2004 przeszedł do Giulianovy. W tym zespole zagrał w 25 meczach i strzelił 3 gole.
Kolejnym klubem Munariego była Triestina. Rozegrał w niej 35 spotkań i zdobył 5 bramek. Na sezon 2005–2006 podpisał kontrakt z występującą w Serie B Veroną. Zagrał tam w 38 meczach i strzelił 4 bramki.
W sezonie 2006–2007 był już zawodnikiem US Palermo. Nie udało mu się jednak przebić do pierwszego składu drużyny. W styczniu 2007 r. został wypożyczony do klubu Serie B – Lecce. Szybko stał się podstawowym zawodnikiem zespołu z południa Włoch. Po udanym sezonie (3. miejsce) Lecce wygrało baraże, w których zmierzyło się z Pisą i AlbinoLeffe i awansowało do Serie A.
Munari w najwyższej klasie rozgrywkowej we Włoszech zadebiutował 31 sierpnia 2008 w meczu z Torino FC (0:3). Pierwszą bramkę na tym szczeblu rozgrywek strzelił natomiast 26 stycznia 2009 również w spotkaniu z Torino (3:3).
22 lipca 2011 Munari podpisał 3 letni kontrakt z Fiorentiną. Następnie grał w Sampdorii, Parmie, Watfordzie oraz Cagliari Calcio. W 2017 wrócił do Parmy.